# Val-d'Issoire
Val-d'Issoire es una comuna nueva francesa situada en el departamento de Alto Vienne, de la región de Nueva Aquitania.

## Historia
Fue creada el 1 de enero de 2016, en aplicación de una resolución del prefecto de Alto Vienne de 29 de septiembre de 2015 con la unión de las comunas de Bussière-Boffy y Mézières-sur-Issoire, pasando a estar el ayuntamiento en la antigua comuna de Mézières-sur-Issoire.

## Demografía
| Gráfica de evolución demográfica de Val-d'Issoire entre 1800 y 2013 |
|                                                                     |

Los datos entre 1800 y 2013 son el resultado de sumar los parciales de las dos comunas que forman la nueva comuna de Val-d'Issoire, cuyos datos se han cogido de 1800 a 1999, para las comunas de Bussière-Boffy y Mézières-sur-Issoire de la página francesa EHESS/Cassini. Los demás datos se han cogido de la página del INSEE.

## Composición
| Comuna delegada      | Código INSEE | Población (2013) | Superficie (km²) | Densidad (hab./km²) |
| -------------------- | ------------ | ---------------- | ---------------- | ------------------- |
| Bussière-Boffy       | 87026        | 330              | 27.44            | 12                  |
| Mézières-sur-Issoire | 87097        | 803              | 44.16            | 18                  |